# Hvalbiarfjørður
Het Hvalbiarfjørður is een fjord in het eiland Suðuroy behorende tot de Faeröer. Het fjord is gesitueerd in het noordoosten van het eiland. Aan het uiteinde van het fjord ligt de plaats Hvalba. Aan het fjord liggen twee (vissers)havens.